# Eleições municipais de Fortaleza
As eleições são bem documentadas desde a criação do Justiça Eleitoral do Brasil em 1945. A partir de então as eleições ocorridas para o cargo de prefeito de Fortaleza ocorreram nos anos de democracia e durante a ditadura militar houve apenas eleições para vereadores. Antes de 1945, houve eleições para o cargo de vereador. A Eleição municipal de Fortaleza de 2008 resultou na reeleição de Luizianne Lins no primeiro turno.
Em 2012, Roberto Cláudio venceu as eleições para prefeito. Durante sua campanha eleitoral, assinou a Carta de Compromisso com a Mobilidade por Bicicleta